# Henry Rono
Henry Rono (Kapsabet, 12 februari 1952 – Nairobi, 15 februari 2024) was een Keniaanse langeafstandsloper. Hij verbeterde verschillende wereldrecords op de middellange en lange afstand.

## Biografie

### Jeugd
Rono werd geboren in Kapsabet in de Rift Valley. Na een ongeluk, dat gebeurde toen hij twee jaar oud was, dachten de doktoren dat hij nooit meer zou kunnen lopen. Hij zou dit obstakel overwinnen en doorgroeien tot een van de sterkste atleten ter wereld. Van jongs af aan droomde hij ervan om hard te kunnen lopen, al kon hij later niet zeggen hoe die droom gegroeid was. Toen hij eenmaal dienstdeed in het Keniaanse leger, bedacht Rono dat hard kunnen lopen misschien niet voldoende was om een goed leven te leiden. En hij wilde beide. Het ene viel samen met het andere toen hij een studiebeurs voor de Washington State University kreeg aangeboden. In 1977 begon hij zijn studie aan deze universiteit samen met zijn landgenoot Samson Kimobwa, die in 1977 het wereldrecord verbeterde op de 10.000 m. Hij werd getraind door John Chaplin. Later zouden meer Keniaanse atleten studeren aan de Washington State, zoals: Bernard Lagat, Mike Kosgei en Patrick Muturi.

### Carrière
Eind 1977 bereikte Rono onder leiding van Chapman 13.22,1 (5000 m) resp. 27.37,8 (10.000 m), op 25-jarige leeftijd. Tussen 8 april en 27 juni 1978, een tijdspanne van precies 80 dagen, vestigde Rono vier wereldrecords en niet op de minst gebruikelijke en minst populaire afstanden: op de 3000 m, 3000 m steeplechase, 5000 m en 10.000 m. De opmerkelijke reeks begon in het Amerikaanse Berkeley, waar hij een 5000 m liep in 13.08,4. Op 13 mei bracht Rono in Seattle het record van de 3000 m steeple op 8.05,4, op 11 juni legde hij in Wenen een 10.000 m af in 27.22,4 en op 27 juni moest in Oslo ook het wereldrecord van de 3000 m vlak eraan geloven, met 7.32,1. In Oslo kondigde hij het wereldrecord overigens al een dag van tevoren aan met: "Geef mij een pacemaker die de eerste 1500 meter in 3.45 loopt en ik geef jullie een nieuw wereldrecord." De haas die voor het tempo moest zorgen, landgenoot Richard Tuwei, ging echter te snel van start en zakte daarna terug, waardoor Rono hem na 1200 meter al had ingehaald. Het gevolg was dat hij halverwege doorkwam in 3.49,6, drie seconden boven het schema voor het wereldrecord. Rono was echter niet te stoppen. Binnen één ronde had hij een gat geslagen van 30-40 meter met de concurrentie om ten slotte te finishen in wat het Noorse Aftenposten naderhand een 'vuurwerkexplosie' zou noemen: met een laatste ronde van 57,6 seconden bracht hij in het Bislett Stadion een tweede 1500 metertijd van 3.42,5 op de klokken, totaal dus 7.32,1. Rono prees na afloop de 13.500 toeschouwers, die hem met hun enthousiaste aanmoedigingen als het ware hadden voortgeduwd.
Het was trouwens de eerste maal dat een atleet wereldrecords in zijn bezit had op een vlak nummer en op een hindernisnummer.
Door de olympische boycot van de Spelen in 1976 en 1980 kon Henry Rono hieraan niet deelnemen. Wel won hij op de Gemenebestspelen 1978 een gouden medaille op de 3000 m steeplechase en de 5000 m.
In 1978 was Rono in touw van januari tot november, in de zaal en in open lucht, op de baan en op de weg, en in alle delen van de wereld. Op de baan liep hij twaalf 5000-meterwedstrijden, waarvan hij er elf won, vijf 10.000-meterwedstrijden, die hij alle won, en twaalf steeple-wedstrijden, waarvan hij er tien won. Rono raakte zo uitgeput dat hij bij een wegwedstrijd op een koude novemberdag in Madison, Wisconsin, 237ste eindigde, op 241. Alleen zijn beste vrienden wisten waarom Rono van geen ophouden wist: hij wilde zo veel mogelijk geld verdienen om de theeplantage in Kapsabet uit te breiden die zijn moeder beheerde.
Na dat ene jaar waarin hij zo tekeer was gegaan, kreeg hij zijn beste vorm niet meer te pakken. Rono kreeg te kampen met psychische problemen en achtervolgingswaan en toen hij almaar minder vaak de roes van de overwinning kon smaken, raakte hij stilaan maar zeker verslaafd aan bier en alcohol. In 1981 maakte hij nog eenmaal een indrukwekkende comeback. Hij verbeterde het wereldrecord op de 5000 m tot 13.06,20. In de jaren negentig baarde hij opzien door zijn vele alcohol-excessen. Hierbij moest de IAAF hem zelfs vrijkopen uit de gevangenis. Een tijdlang leefde hij als dakloze en had verschillende baantjes. Zo was hij kruier op een vliegveld.
Na een aantal jaar lukte het hem om de fles te laten staan. Zijn gewicht was gestegen van 63 kg (wedstrijdgewicht) tot 100 kg. Hij ging werken als sportleraar in Albuquerque. In 2007 openbaarde hij zijn leven in zijn autobiografie Olympic Dream.
Sinds 2019 woonde Rono weer in Kenia.
Rono overleed op 15 februari 2024 op 72-jarige leeftijd.

## Titels
- Gemenebest kampioen 5000 m - 1978
- Gemenebest kampioen 3000 m steeple - 1978
- NCAA-kampioen veldlopen - 1976, 1977, 1979.
- NCAA-kampioen 3000 m steeple - 1978, 1979
- NCAA-indoorkampioen 3000 m - 1977

## Persoonlijke records
| Onderdeel      | Prestatie        | Datum             | Plaats  |
| -------------- | ---------------- | ----------------- | ------- |
| 3000 m         | 7.32,1 (ex-WR)   | 27 juni 1978      | Oslo    |
| 5000 m         | 13.06,20 (ex-WR) | 13 september 1981 | Knarvik |
| 10.000 m       | 27.22,47 (ex-WR) | 11 juni 1978      | Wenen   |
| 3000 m steeple | 8.05,4 (ex-WR)   | 13 mei 1978       | Seattle |
| marathon       | 2:19.12          | 26 oktober 1986   | Chicago |

## Palmares

### 3000 m
- 1977: 5e Nice - 7.52,6
- 1977:  Fürth - 7.51,8
- 1977:  Wattenscheid - 7.41,9
- 1978:  Los Angeles - 7.43,04
- 1978:  Londen - 7.43,84
- 1978:  Keulen - 7.41,50
- 1978:  Bislett Games - 7.32,1
- 1978:  Frankfurt - 7.45,32
- 1978:  Ingelheim - 7.49,28
- 1979:  Londen - 7.46,34
- 1979:  Brooks in Berkeley - 7.47,4
- 1979:  Ingelheim - 7.57,3
- 1980:  Whangarei - 7.58,6
- 1980:  Brisbane - 7.43,0
- 1981:  Formia Meeting - 7.55,43
- 1981:  Bergen - 7.58,8
- 1981:  Tampere - 7.50,88
- 1981: 5e ISTAF - 7.51,67
- 1981:  Ingelheim - 7.41,41
- 1982:  Tampere - 7.44,53
- 1982:  Bern - 7.53,05
- 1982:  ISTAF - 7.47,23
- 1982:  Keulen - 7.41,71

### 5000 m
- 1975:  New Zealand Games - 13.37,0
- 1977: 4e Philips Silver Jubilee Night of Athletics - 13.40,6
- 1977: 5e Weltklasse Zürich - 13.22,18
- 1977:  Rieti Meeting - 13.22,1
- 1978:  Pullman - 13.22,7
- 1978:  Berkeley - 13.08,4
- 1978:  Pacific Athletic Conference kamp. - 13.20,2
- 1978:  NCAA kamp. - 13.21,8
- 1978:  AAA kamp. - 13.20,78
- 1978:  Milaan - 13.18,2
- 1978:  Open Engelse kampioenschappen - 13.20,78
- 1978:  Gemenebestspelen - 13.23,04
- 1978:  Weltklasse Zürich - 13.16,12
- 1978:  Rieti Meeting - 13.15,5
- 1979:  Bislett Games 13.20,38
- 1979:  Memorial Van Damme - 13.28,9
- 1979: 4e AAA kamp. - 13.27,0
- 1979:  Rieti Meeting - 13.19,65
- 1980: 5e Dagens Hyheter Galan in Stockholm - 13.23,37
- 1981:  Koblenz - 13.12,15
- 1981:  Rieti Meeting - 13.12,47
- 1981:  Coca Cola Meeting - 13.12,34
- 1981:  GBR vs NOR in Knarvik - 13.06,20
- 1982:  King Games - 13.37,5
- 1982:  Jenner Classic in San Jose - 13.40,9
- 1982:  Meeting Universitario in Turijn - 13.32,71
- 1982:  Boedapest - 13.39,50
- 1982:  DN Galan - 13.08,97
- 1982: 4e Oslo Games - 13.25,14

### 10.000 m
- 1975:  New Zealand Games in Christchurch - 28.58,0
- 1977:  Coca Cola Meeting in Londen - 27.37,08
- 1978:  Auckland - 27.48,6
- 1978:  Pacific Athletic Conference kamp. in Corvallis - 27.46,6
- 1978:  Wenen - 27.22,47
- 1978:  Afrikaanse Spelen in Algiers - 27.58,9
- 1978:  Londen - 27.53,79
- 1980:  Melbourne - 27.31,68
- 1980:  New Times Phoenix - 28.44
- 1981:  Memorial Van Damme - 27.40,78
- 1982:  Nike in Eugene - 27.29,90
- 1982: 4e Florence - 27.59,93
- 1982: 4e Bislett Games - 27.26,95

### 3000 m steeple
- 1978:  Gemenebestspelen - 8.26,54
- 1978:  Afrikaanse Spelen - 8.15,82

### 10 km
- 1980:  Phoenix - 28.44
- 1980:  Diet Pepsi in Woodland Hills - 29.29

### 10 Eng. mijl
- 1986:  Chubb Life - 50.32

### halve marathon
- 1977: 4e halve marathon van Coamo - 1:04.56
- 1978:  halve marathon van Coamo - 1:04.46
- 1991:  halve marathon van Austin - 1:04.53

### marathon
- 1986: 26e marathon van Chicago - 2:19.12

### veldlopen
- 1976:  NCAA in Denton - 28.06
- 1979:  NCAA in Bethlehem - 28.19
- 1981:  International Crosscountry Invitational in Elmont - 36.05

## Boek
- Olympic Dream. AuthorHouse, 2007, ISBN 1-4343-2787-6

- Bibsys: 8000167
- Gemeinsame Normdatei: 1318574374
- World Athletics: 14358278
- International Standard Name Identifier: 0000 0000 4836 1738
- Library of Congress Control Number: n2008007831
- Virtual International Authority File: 19147679
- WorldCat: E39PBJkXxkmhFvHDymmHqR6Frq